# TT202
TT202 (Theban Tomb 202) è la sigla che identifica una delle Tombe dei Nobili ubicate nell'area della cosiddetta Necropoli Tebana, sulla sponda occidentale del Nilo dinanzi alla città di Luxor, in Egitto. Destinata a sepolture di nobili e funzionari connessi alle case regnanti, specie del Nuovo Regno, l'area venne sfruttata, come necropoli, fin dall'Antico Regno e, successivamente, sino al periodo Saitico (con la XXVI dinastia) e Tolemaico.

## Titolare
TT202 era la tomba di:
| Titolare  | Titolo                                                     | Necropoli | Dinastia/Periodo | Note                                                                           |
| --------- | ---------------------------------------------------------- | --------- | ---------------- | ------------------------------------------------------------------------------ |
| Nakhtamun | Profeta di Ptah Signore di Tebe; Prete al cospetto di Amon | El-Khokha | XIX dinastia (?) | versante sud; a nord-est della TT172 e immediatamente dietro la American House |

## Biografia
Nessuna notizia biografica ricavabile.

## La tomba
Non è nota la planimetria; si è a conoscenza di un dipinto rappresentante la cerimonia funebre nell'ingresso e di un fregio con il nome e i titoli del defunto nella sala più interna.

### Annotazioni
1. ↑  La prima numerazione delle tombe, dalla numero 1 alla 253, risale al 1913 con l'edizione del "Topographical Catalogue of the Private Tombs of Thebes" di Alan Gardiner e Arthur Weigall. Le tombe erano numerate in ordine di scoperta e non geografico; ugualmente in ordine cronologico di scoperta sono le tombe dalla 253 in poi.
2. ↑  I campi della Duat, ovvero l'aldilà egizio, si trovavano, secondo le credenze, proprio sulla riva occidentale del grande fiume.
3. ↑  Nella sua epoca di utilizzo, l'area era nota come "Quella di fronte al suo Signore" (con riferimento alla riva orientale, dove si trovavano le strutture dei Palazzi di residenza dei re e i templi dei principali dei) o, più semplicemente, "Occidente di Tebe".
4. ↑  le Tombe dei Nobili, benché raggruppate in un'unica area, sono di fatto distribuite su più necropoli distinte.
5. ↑  Le note, sovente di inquadramento topografico della tomba, sono tratte dal "Topographical Catalogue" di Gardiner e Weigall, ed. 1913 e fanno perciò riferimento alla situazione dell'epoca.

### Fonti
1. ↑  Gardiner e Weigall 1913.
2. ↑  Donadoni 1999,  p. 115.
3. ↑  Gardiner e Weigall 1913, p. 34.
4. ↑  Porter e Moss 1927,  p. 305.
5. ↑  Gardiner e Weigall 1913, pp. 34-35.
6. ↑  Gardiner e Weigall 1913, p. 35.
7. 1 2  Porter e Moss 1927,  p. 305, confermata in edizione del 1970.